# Hamidski bejlik
Hamidski bejlik, Hamidska dinastija ali krajše Hamidi (sodobno turško Hamidoğulları ali Hamidoğulları Beyliği) je bil eden od bejlikov, ki so nastali  v 14. stoletju v Anatoliji  kot posledica upadanja moči  Sultanata Rum. Dinastija je vladala v pokrajinah okoli  Eğirdirja in Isparte v jugozahodni Anatoliji. 
Bejlik je ustanovil Dündar Bej, znan tudi kot Felek al-Din Bej, katerega oče Iljas in stari oče Hamid sta bila pod Seldžuki vladarja na meji sultanata. Felek al-Dinov brat Junus Bej je ustanovil Tekeški bejlik s središči v Antalyi in Korkuteliju, ki je na severu mejil s Hamidskim bejlikom. Ozemlje Hamidskega bejlika je kasneje postalo osmanski Hamidski sandžak, ki se je približno ujemal s sedanjo turško provinco Isparta.  

## Dinasti
| Datum       | Ime                     | Turško ime            | Sin                                | Komentar                            |
| ----------- | ----------------------- | --------------------- | ---------------------------------- | ----------------------------------- |
| 1301-1324   | Falak al-Din            | Feleküddin Dündar     | Iljasa/Tekeja ?                    | Ustanovitelj dinastije              |
| 1324-1327   |                         |                       |                                    | ilkanatska okupacija                |
| 1327-1328   | Khidhr                  | Hizir                 | Dündarja                           |                                     |
| 1328-~1344  | Najm al-Din             | Abu Ishak             | Dündarja                           |                                     |
| ~1344-~1357 | Muzaffar al-Dîn Mustafa | Muzafferüddin Mustafa | Dündarjevega sina Mehmeda Çelebija |                                     |
| ~1357-~1374 | Husam al-Din Ilyas      | Hüsameddin Elyas      | Mustafa                            |                                     |
| ~1374-1391  | Kamal al-Din Husayn     | Kemaleddin Hüseyin    | Elyasa                             | Postane del bejlika Murata I.       |
| 1391        |                         |                       |                                    | Priključitev k Osmanskemu cesarstvu |